# 坊農秀雅
坊農秀雅（ぼうのう　ひでまさ、1973年1月11日-）は、日本の生命科学者。博士（理学）。現在、 広島大学大学院統合生命科学研究科にて、ゲノム編集データ解析基盤技術の開発とバイオインフォマティクスによる遺伝子機能解析に従事している。

## 略歴
- 1973年1月　大阪府生まれ
- 1991年3月　大阪教育大学教育学部附属高等学校池田校舎卒業
- 1991年4月　東京大学理科２類入学
- 1995年3月　東京大学教養学部基礎科学科第一卒業
- 2000年3月　京都大学大学院理学研究科生物物理専攻博士後期課程単位取得退学
- 2000年4月　理化学研究所 横浜研究所 ゲノム科学総合研究センター 遺伝子構造・機能研究グループ 基礎科学特別研究員
- 2003年4月　埼玉医科大学ゲノム医学研究センター助手、2003年10月より同講師、2005年4月より同助教授、2007年4月より同准教授
- 2007年7月　大学共同利用機関法人 情報・システム研究機構 ライフサイエンス統合データベースセンター 特任准教授
- 2020年4月　広島大学大学院統合生命科学研究科 特任教授[1]

## 著作
- 『バイオインフォマティクス ゲノム配列から機能解析へ』（監訳、メディカル・サイエンス・インターナショナル、2002年）
- 『初心者でもわかる!バイオインフォマティクス入門―やさしいUNIX操作から遺伝子・タンパク質解析まで』（羊土社、2002年）
- 『バイオインフォマティクス基礎講義―一歩進んだ発想をみがくために』（監訳、メディカル・サイエンス・インターナショナル、2003年）
- 『ゲノム情報はこう活かせ!―比較ゲノム学を遺伝子・タンパク質の機能解析や疾患遺伝子探索に活用する方法がわかる』（岡崎康司との共編、羊土社、2005年）
- 『改訂第2版 バイオデータベースとウェブツールの手とり足とり活用法 ― 遺伝子の配列・機能解析、タンパク質解析、プロテオミクス、文献検索、検索エンジン…etc.真に役立つサイトを使い倒す！』（編集、羊土社、2007年）
- 『ゲノミクス』（監訳、メディカル・サイエンス・インターナショナル、2009年）
- 『次世代シークエンサーDRY解析教本』（清水厚志との共監修、学研メディカル秀潤社、2015年）
- 『Dr. Bono の生命科学データ解析』（メディカル・サイエンス・インターナショナル、2017年）
- 『生命科学データベース・ウェブツール 図解と動画で使い方がわかる! 研究がはかどる定番18選』（小野浩雅との共監修、メディカル・サイエンス・インターナショナル、2018年）
- 『生命科学データ解析を支える情報技術』（監修、技術評論社、2019年）
- 『生命科学者のためのDr.Bonoデータ解析実践道場』（メディカル・サイエンス・インターナショナル、2019年）
- 『RNA-Seqデータ解析 WETラボのための鉄板レシピ』（編集、羊土社、2019年）
- 『次世代シークエンサーDRY解析教本 改訂第2版』（清水厚志との共編集、学研メディカル秀潤社、2019年）
- 『バリアントデータ検索&活用 変異・多型情報を使いこなす達人レシピ』（編集、羊土社、2020年）
- 『メタゲノムデータ解析 16Sも！ショットガンも！ロングリードも！菌叢解析が得意になる凄技レシピ』（編集、羊土社、2021年）[2]
- 『がんゲノムデータ解析』（清水厚志との共編集、メディカル・サイエンス・インターナショナル、2022年）[3]